# Mount Oku
Mount Oku är en vulkan i Kamerunlinjen i västra Kamerun. Toppen på Mount Oku är 3 011 meter över havet. Trakten runt Mount Oku är huvudsakligen täckt av tropisk bergsskog.